# ميليس سيزن
ميليس سزن (بالتركية: Melis Sezen)‏ هي ممثلة تركية ولدت في يوم 2 يناير 1997 في مدينة إسطنبول في تركيا. أكملت دراسة الفنون في جامعة كوتش. بدأت التمثيل في سنة 2016 ومثلت في عدة أفلام ومسلسلات. اشتهرت بعد تمثيلها في مسلسل الخائن في سنة 2020.